# Unión Soviética en los Juegos Olímpicos de Moscú 1980
La Unión Soviética estuvo representada en los Juegos Olímpicos de Moscú 1980 por un total de 489 deportistas que compitieron en 23 deportes.  
El portador de la bandera en la ceremonia de apertura fue el luchador Nikolai Balboshin.

## Medallistas
El equipo olímpico soviético obtuvo las siguientes medallas:
| Nombre | Deporte             | Competición                      |
| --- | ------------------- | -------------------------------- |
| Oro |                     |                                  |
| Viktor Markin | Atletismo           | 400 m M                          |
| Vladimir Muraviov Nikolai Sidorov Alexandr Axinin Andrei Prokofiev                                                                                          | Atletismo           | 4 × 100 m M                      |
| Remigijus Valiulis Mijail Linge Nikolai Chernetski Viktor Markin                                                                                            | Atletismo           | 4 × 400 m M                      |
| Jaak Uudmäe | Atletismo           | Triple salto M                   |
| Vladimir Kiseliov | Atletismo           | Peso M                           |
| Viktor Rashchupkin | Atletismo           | Disco M                          |
| Dainis Kūla | Atletismo           | Jabalina M                       |
| Yuri Sedyj | Atletismo           | Martillo M                       |
| Liudmila Kondratieva | Atletismo           | 100 m F                          |
| Nadezhda Olizarenko | Atletismo           | 800 m F                          |
| Tatiana Kazankina | Atletismo           | 1500 m F                         |
| Vera Komisova | Atletismo           | 100 m vallas F                   |
| Tatiana Prorochenko Tatiana Goishchik Nina Ziuskova Irina Nazarova                                                                                          | Atletismo           | 4 × 400 m F                      |
| Tatiana Kolpakova | Atletismo           | Salto de longitud F              |
| Nadezhda Tkachenko | Atletismo           | Pentatlón F                      |
| Equipo | Baloncesto          | Torneo F                         |
| Equipo | Balonmano           | Torneo F                         |
| Shamil Sabirov | Boxeo               | Minimosca (48 kg) M              |
| Viktor Manakov Valeri Movchan Vladimir Osokin Vitali Petrakov                                                                                               | Ciclismo en pista   | Persecución por eqs. M           |
| Serguei Sujoruchenkov | Ciclismo en ruta    | Ruta M                           |
| Yuri Kashirin Oleg Logvin Serguei Shelpakov Anatoli Yarkin                                                                                                  | Ciclismo en ruta    | Contrarreloj por eqs. M          |
| Vladimir Smirnov | Esgrima             | Florete ind. M                   |
| Viktor Krovopuskov | Esgrima             | Sable ind. M                     |
| Mijail Burtsev Viktor Krovopuskov Viktor Sidiak Vladimir Nazlymov Nikolai Aliojin                                                                           | Esgrima             | Sable por eqs M                  |
| Alexandr Ditiatin | Gimnasia artística  | Concurso completo ind. M         |
| Alexandr Ditiatin | Gimnasia artística  | Anillas M                        |
| Nikolai Andrianov | Gimnasia artística  | Salto de potro M                 |
| Alexandr Tkachiov | Gimnasia artística  | Paralelas M                      |
| Nikolai Andrianov Eduard Azarian Alexandr Ditiatin Bogdan Makuts Vladimir Markelov Alexandr Tkachyov                                                        | Gimnasia artística  | Concurso completo por eqs. M     |
| Yelena Davydova | Gimnasia artística  | Concurso completo ind. F         |
| Natalia Shaposhnikova | Gimnasia artística  | Salto de potro F                 |
| Neli Kim | Gimnasia artística  | Suelo F                          |
| Yelena Davydova Maria Filatova Neli Kim Yelena Naimushina Natalia Shaposhnikova Stella Zajarova                                                             | Gimnasia artística  | Concurso completo por eqs. F     |
| Kanybek Osmonaliyev | Halterofilia        | 52 kg M                          |
| Viktor Mazin | Halterofilia        | 60 kg M                          |
| Yurik Vardanian | Halterofilia        | 82,5 kg M                        |
| Leonid Taranenko | Halterofilia        | 100 kg M                         |
| Sultan Rajmanov | Halterofilia        | +110 kg M                        |
| Yuri Kovshov (Igrok) Viktor Ugriumov (Shkval) Vera Misevich (Plot)                                                                                          | Hípica              | Doma por eqs.                    |
| Viacheslav Chukanov (Gepatit) Viktor Poganovski (Topki) Viktor Asmayev (Reis) Nikolai Korolkov (Espadron)                                                   | Hípica              | Saltos por eqs.                  |
| Alexandr Blinov (Galzun) Yuri Salnikov (Pintset) Valeri Volkov (Tsjeti) Serguei Rogozhin (Gelespont)                                                        | Hípica              | Concurso completo por eqs.       |
| Nikolai Solodujin | Judo                | –65 kg M                         |
| Shota Jabareli | Judo                | –78 kg M                         |
| Zhaxylyk Ushkempirov | Lucha grecorromana  | 48 kg M                          |
| Vajtang Blaguidze | Lucha grecorromana  | 52 kg M                          |
| Shamil Serikov | Lucha grecorromana  | 57 kg M                          |
| Guennadi Korban | Lucha grecorromana  | 82 kg M                          |
| Alexandr Kolchinski | Lucha grecorromana  | +100 kg M                        |
| Anatoli Beloglazov | Lucha libre         | 52 kg M                          |
| Serguei Beloglazov | Lucha libre         | 57 kg M                          |
| Magomedgasan Abushev | Lucha libre         | 62 kg M                          |
| Saipula Absaidov | Lucha libre         | 68 kg M                          |
| Sanasar Oganisian | Lucha libre         | 90 kg M                          |
| Ilia Mate | Lucha libre         | 100 kg M                         |
| Soslan Andiyev | Lucha libre         | +100 kg M                        |
| Serguei Kopliakov | Natación            | 200 m libre M                    |
| Vladimir Salnikov | Natación            | 400 m libre M                    |
| Vladimir Salnikov | Natación            | 1500 m libre M                   |
| Robertas Žulpa | Natación            | 200 m braza M                    |
| Serguei Fesenko | Natación            | 200 m estilos M                  |
| Alexandr Sidorenko | Natación            | 400 m estilos M                  |
| Serguei Kopliakov Vladimir Salnikov Ivar Stukolkin Andrei Krylov                                                                                            | Natación            | 4 × 200 m libre M                |
| Lina Kačiušytė | Natación            | 200 m braza F                    |
| Anatoli Starostin | Pentatlón moderno   | Individual M                     |
| Anatoli Starostin Pavel Ledniov Yevgueni Lipeyev | Pentatlón moderno   | Equipos M                        |
| Serguei Postrejin | Piragüismo          | C1 500 m M                       |
| Vladimir Parfenovich | Piragüismo          | K1 500 m M                       |
| Vladimir Parfenovich Serguei Chujrai | Piragüismo          | K2 500 m M                       |
| Vladimir Parfenovich Serguei Chujrai | Piragüismo          | K2 1000 m M                      |
| Yelena Jloptseva Larisa Popova | Remo                | Doble scull (W2x) F              |
| Alexandr Portnov | Saltos              | Trampolín 3 m M                  |
| Irina Kalinina | Saltos              | Trampolín 3 m F                  |
| Alexandr Melentiev | Tiro                | Pistola 50 m M                   |
| Viktor Vlasov | Tiro                | Rifle en posición tendida 50 m M |
| Igor Sokolov | Tiro                | Blanco móvil 50 m M              |
| Keto Losaberidze | Tiro con arco       | Individual F                     |
| Valentin Mankin Alexandr Muzychenko | Vela                | Star M                           |
| Equipo | Voleibol            | Torneo M                         |
| Equipo | Voleibol            | Torneo F                         |
| Equipo | Waterpolo           | Torneo M                         |
| Plata |                     |                                  |
| Vasil Arjypenko | Atletismo           | 400 m vallas M                   |
| Piotr Pochinchuk | Atletismo           | 20 km marcha M                   |
| Viktor Saneyev | Atletismo           | Triple salto M                   |
| Konstantin Volkov | Atletismo           | Salto con pértiga M              |
| Alexandr Baryshnikov | Atletismo           | Peso M                           |
| Alexandr Makarov | Atletismo           | Jabalina M                       |
| Serguei Litvinov | Atletismo           | Martillo M                       |
| Yuri Kutsenko | Atletismo           | Decatlón M                       |
| Natalia Bochina | Atletismo           | 200 m F                          |
| Olga Mineyeva | Atletismo           | 800 m F                          |
| Vera Komisova Liudmila Maslakova Vera Anisimova Natalia Bochina                                                                                             | Atletismo           | 4 × 100 m F                      |
| Svetlana Krachevskaya | Atletismo           | Peso F                           |
| Saida Gunba | Atletismo           | Jabalina F                       |
| Olga Rukavishnikova | Atletismo           | Pentatlón F                      |
| Equipo | Balonmano           | Torneo M                         |
| Viktor Miroshnichenko | Boxeo               | Mosca (51 kg) M                  |
| Viktor Demianenko | Boxeo               | Ligero (60 kg) M                 |
| Serik Konakbayev | Boxeo               | Superligero (63,5 kg) M          |
| Alexandr Koshkyn | Boxeo               | Superwélter (71 kg) M            |
| Viktor Savchenko | Boxeo               | Medio (75 kg) M                  |
| Piotr Zayev | Boxeo               | Pesado (+81 kg) M                |
| Alexandr Panfilov | Ciclismo en pista   | 1000 m contrarreloj M            |
| Mijail Burtsev | Esgrima             | Sable ind. M                     |
| Alexandr Romankov Vladimir Smirnov Sabirzhan Ruziyev Ashot Karaguian Vladimir Lapitski                                                                      | Esgrima             | Florete por eqs M                |
| Valentina Sidorova Nailia Guiliazova Yelena Belova Irina Ushakova Larisa Tsagarayeva                                                                        | Esgrima             | Florete por eqs F                |
| Nikolai Andrianov | Gimnasia artística  | Concurso completo ind. M         |
| Nikolai Andrianov | Gimnasia artística  | Suelo M                          |
| Alexandr Ditiatin | Gimnasia artística  | Caballo con arcos M              |
| Alexandr Ditiatin | Gimnasia artística  | Salto de potro M                 |
| Alexandr Ditiatin | Gimnasia artística  | Paralelas M                      |
| Alexandr Ditiatin | Gimnasia artística  | Barra fija M                     |
| Alexandr Tkachiov | Gimnasia artística  | Anillas M                        |
| Yelena Davydova | Gimnasia artística  | Barra de equilibrio F            |
| Yurik Sarkisian | Halterofilia        | 56 kg M                          |
| Alexandr Pervi | Halterofilia        | 75 kg M                          |
| Igor Nikitin | Halterofilia        | 100 kg M                         |
| Yuri Kovshov (Igrok) | Hípica              | Doma ind.                        |
| Nikolai Korolkov (Espadron) | Hípica              | Saltos ind.                      |
| Alexandr Blinov (Galzun) | Hípica              | Concurso completo ind.           |
| Tenguiz Jubuluri | Judo                | –95 kg M                         |
| Anatoli Bykov | Lucha grecorromana  | 74 kg M                          |
| Igor Kanyguin | Lucha grecorromana  | 90 kg M                          |
| Magomedjan Aratsilov | Lucha libre         | 82 kg M                          |
| Andrei Krylov | Natación            | 200 m libre M                    |
| Andrei Krylov | Natación            | 400 m libre M                    |
| Alexandr Chayev | Natación            | 1500 m libre M                   |
| Viktor Kuznetsov | Natación            | 100 m espalda M                  |
| Arsen Miskarov | Natación            | 100 m braza M                    |
| Serguei Fesenko | Natación            | 400 m estilos M                  |
| Viktor Kuznetsov Arsen Miskarov Yevgueni Seredin Serguei Kopliakov                                                                                          | Natación            | 4 × 100 m estilos M              |
| Elvira Vasilkova | Natación            | 100 m braza F                    |
| Svetlana Varganova | Natación            | 200 m braza F                    |
| Serguei Postrejin | Piragüismo          | C1 1000 m M                      |
| Galina Alexeyeva Nina Trofimova | Piragüismo          | K2 500 m F                       |
| Vasil Yakusha | Remo                | Scull ind. (M1x) M               |
| Yuri Shapochka Yevgueni Barbakov Valeri Kleshniov Nikolai Dovgan                                                                                            | Remo                | Cuatro scull (M4x) M             |
| Yuri Pimenov Nikolai Pimenov | Remo                | Dos sin timonel (M2-) M          |
| Viktor Pereverzev Guennadi Kriuchkin Alexandr Lukianov (t)                                                                                                  | Remo                | Dos con timonel (M2+) M          |
| Alexei Kamkin Valeri Dolinin Alexandr Kulaguin Vitali Yeliseyev                                                                                             | Remo                | Cuatro sin timonel (M4-) M       |
| Artūrs Garonskis Dimants Krišjānis Dzintars Krišjānis Žoržs Tikmers Juris Bērziņš (t)                                                                       | Remo                | Cuatro con timonel (M4+) M       |
| Antonina Majina | Remo                | Scull ind. (W1x) F               |
| Antonina Pustovit Yelena Matievskaya Olga Vasilchenko Nadezhda Liubimova Nina Cheremisina                                                                   | Remo                | Cuatro scull (W4x) F             |
| Olga Pivovarova Nina Umanets Nadezhda Prishchepa Valentina Zhulina Tatiana Stetsenko Yelena Terioshina Nina Preobrazhenskaya Mariya Paziun Nina Frolova (t) | Remo                | Ocho con timonel (W8+) F         |
| Vladimir Aleinik | Saltos              | Plataforma 10 m M                |
| Sirvard Emirzian | Saltos              | Plataforma 10 m F                |
| Rustam Yambulatov | Tiro                | Foso M                           |
| Boris Isachenko | Tiro con arco       | Individual M                     |
| Natalia Butuzova | Tiro con arco       | Individual F                     |
| Alexandr Budnikov Boris Budnikov Nikolai Poliakov | Vela                | Soling M                         |
| Bronce |                     |                                  |
| Nikolai Kirov | Atletismo           | 800 m M                          |
| Alexandr Puchkov | Atletismo           | 110 m vallas M                   |
| Setymkul Dzhumanazarov | Atletismo           | Maratón M                        |
| Yevgueni Ivchenko | Atletismo           | 50 km marcha M                   |
| Valeri Podluzhny | Atletismo           | Salto de longitud M              |
| Jüri Tamm | Atletismo           | Martillo M                       |
| Serguei Zhelanov | Atletismo           | Decatlón M                       |
| Tatiana Providojina | Atletismo           | 800 m F                          |
| Nadezhda Olizarenko | Atletismo           | 1500 m F                         |
| Tatiana Skachko | Atletismo           | Salto de longitud F              |
| Tatiana Lesovaya | Atletismo           | Disco F                          |
| Olga Kuraguina | Atletismo           | Pentatlón F                      |
| Equipo | Baloncesto          | Torneo M                         |
| Viktor Rybakov | Boxeo               | Pluma (57 kg) M                  |
| Serguei Kopylov | Ciclismo en pista   | Velocidad ind. M                 |
| Yuri Barinov | Ciclismo en ruta    | Ruta M                           |
| Alexandr Romankov | Esgrima             | Florete ind. M                   |
| Ashot Karaguian Boris Lukomski Alexandr Abushajmetov Alexandr Mozhayev Vladimir Smirnov                                                                     | Esgrima             | Espada por eqs. M                |
| Equipo | Fútbol              | Torneo M                         |
| Alexandr Ditiatin | Gimnasia artística  | Suelo M                          |
| Nikolai Andrianov | Gimnasia artística  | Barra fija M                     |
| Mariya Filatova | Gimnasia artística  | Asimétricas F                    |
| Natalia Shaposhnikova | Gimnasia artística  | Suelo F                          |
| Natalia Shaposhnikova | Gimnasia artística  | Barra de equilibrio F            |
| Viktor Ugriumov (Shkval) | Hípica              | Doma ind.                        |
| Yuri Salnikov (Pintset) | Hípica              | Concurso completo ind.           |
| Equipo | Hockey sobre hierba | Torneo M                         |
| Equipo | Hockey sobre hierba | Torneo F                         |
| Arambi Yemizh | Judo                | –60 kg M                         |
| Alexandr Yatskevich | Judo                | –86 kg M                         |
| Boris Kramarenko | Lucha grecorromana  | 62 kg M                          |
| Serguei Kornilayev | Lucha libre         | 48 kg M                          |
| Ivar Stukolkin | Natación            | 400 m libre M                    |
| Vladimir Dolgov | Natación            | 100 m espalda M                  |
| Arsen Miskarov | Natación            | 200 m braza M                    |
| Yuliya Bogdanova | Natación            | 200 m braza F                    |
| Yelena Kruglova Elvira Vasilkova Ala Grishchenkova Natalia Strunnikova                                                                                      | Natación            | 4 × 100 m estilos F              |
| Pavel Ledniov | Pentatlón moderno   | Individual M                     |
| Vasili Yurchenko Yuri Lobanov | Piragüismo          | C2 1000 m M                      |
| Antonina Melnikova | Piragüismo          | K1 500 m F                       |
| Viktor Kokoshin Andrei Tishchenko Alexandr Tkachenko Jonas Pinskus Jonas Narmontas Andrei Luguin Alexandr Mantsevich Igor Maistrenko Grigori Dmitrienko (t) | Remo                | Ocho con timonel (M8+) M         |
| Mariya Fadeyeva Galina Sovetnikova Marina Studneva Svetlana Semionova Nina Cheremisina (t)                                                                  | Remo                | Cuatro con timonel (W4+) F       |
| David Ambartsumian | Saltos              | Plataforma 10 m M                |
| Liana Tsotadze | Saltos              | Plataforma 10 m F                |
| Alexandr Gazov | Tiro                | Blanco móvil 50 m M              |
| Andrei Balashov | Vela                | Finn M                           |